# Entelognathus primordialis
Entelognathus primordialis — викопна риба, відкрита в 2012 р. у відкладеннях кінця силурійського періоду (423–416 млн років тому) в Південному Китаї. Опис цієї знахідки було зроблено в пекінському Інституті палеонтології хребетних і палеоантропології (англ. Institute of Vertebrate Paleontology and Paleoanthropology), а серед його співавторів — найвизначніші сучасні палеоіхтіологи китаєць Мінь Жу (Min Zhu) і швед Пер Альберг (Per Erik Ahlberg).

## Опис
Ентелогнатус — істота довжиною близько 20 см, з приплющеною головою, маленькими очима і потужною кістковою «бронею» на передній частині тіла. Його вигляд цілком типовий для панцирної риби. Судячи з форми тіла і за ступенем «бронювання», він вів придонний спосіб життя — для панцирних риб це теж дуже характерно. Розміщення більшості покривних кісток черепа у ентелогнатуса, як і слід було очікувати, має мало спільного з картиною, звичайною для кісткових риб: наприклад, серединні кістки даху черепа у нього непарні. Але з кістками щелеп ситуація інша. У ентелогнатуса немає характерних для панцирних риб гнатальних пластинок, проте є розташовані по краях рота покривні кістки, цілком відповідні однойменною кісткам кісткових риб: передщелепна, верхньощелепна (на верхній щелепі) і зубна (на нижній щелепі).

## Наукове значення відкриття

Еволюційне древо риб у двох варіантах: найбільш класичному (а) і оновленому після відкриття ентелогнатуса (б). Артродіри і антиархі — групи панцирних риб, м'ясистолопатеві і променепері — групи кісткових риб. У варіанті (а) макромерія покривних кісток присутня у панцирних риб, потім зникає, а згодом у кісткових риб знову виникає. Відкриття ентелогнатуса робить таку версію дуже малоймовірною. У варіанті (б) макромерія успадкована і панцирними, і кістковими рибами від загального предка (до якого ентелогнатус повинен бути досить близький), але втрачена деякими іншими групами, а саме хрящовими рибами і акантодами (останні виділені фіолетовим). Цікаво, що на цьому дереві акантоди виявляються збірною групою. У всіх інших групах зображення сучасних представників пофарбовані жовтим, викопних — зеленим; зазначено, що до групи м'ясистолопатевих риб, відповідно до сучасної систематичної традиції, включені наземні хребетні, як такі, що походять від них. Літера «С» у чорному колі позначає загального предка всіх сучасних риб. Схема з статті-джерела в «Nature».

Ця стародавня риба за низкою важливих ознак займає проміжне положення між панцирними і кістковими рибами, що може вказувати або на дуже близьку спорідненість цих двох груп, або ж на те, що ці ознаки примітивні для всіх риб взагалі.
У результаті отримує сильну підтримку стара ідея, згідно з якою «панцирний» стан є для риб вихідним. Тепер можна припустити, що панцирні і кісткові риби просто зберегли загальний тип покривного скелету («макромірний»), перетворивши його в кожній групі по-своєму; а у предків акантод і хрящових риб великі покривні елементи розпалися, давши «мікромірний» тип. І основним напрямком еволюції покривного скелету ранніх хребетних була його редукція, а не нарощування.
Ще один важливий висновок з дослідження ентелогнатуса полягає в тому, що спільні предки всіх щелепоротих, мабуть, були більш схожі на кісткових риб, ніж це раніше вважалося.

## Ресурси Інтернету
- Ястребов С. Открыто ископаемое, сочетающее признаки панцирных и костных рыб  [Архівовано 4 жовтня 2013 у Wayback Machine.]
- National Geographic — Fish fossil has oldest known face, may influence evolution [Архівовано 1 жовтня 2013 у Wayback Machine.]
- Reuters — Fossil fish find in China fills in evolutionary picture [Архівовано 30 вересня 2013 у Wayback Machine.]
- Discover Magazine — First jawed fish had one ugly face [Архівовано 3 жовтня 2013 у Wayback Machine.]